# Púlsar

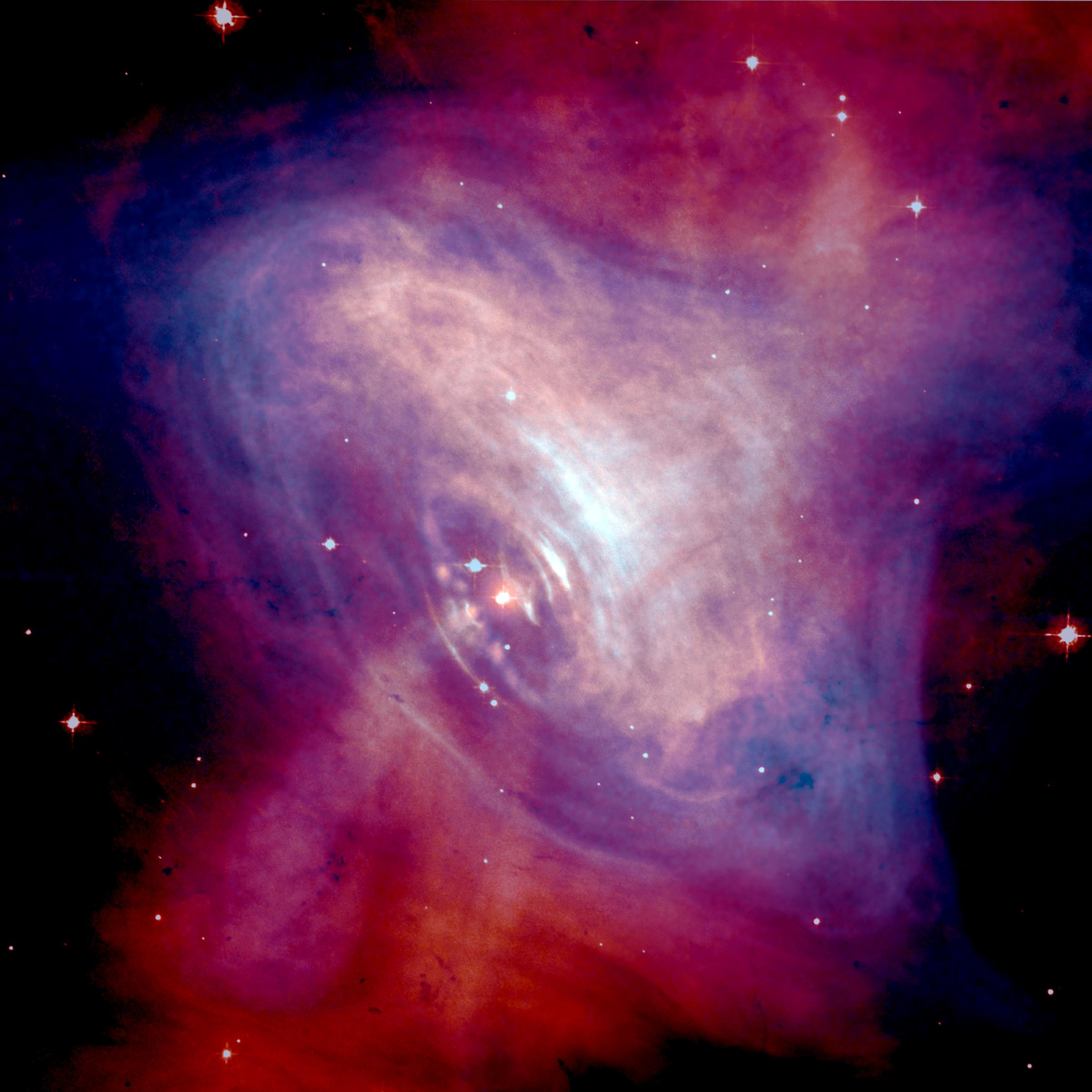
Imatge del púlsar de la nebulosa planetària de Cranc. Es poden apreciar els gasos nebulars essent agitats pel camp magnètic i la radiació del púlsar. Aquesta imatge és un fotomuntatge a partir d'una imatge òptica obtinguda amb el telescopi espacial Hubble (en roig) i l'observatori de raigs-X Chandra (en blau).

Un púlsar (nom creat a partir de la contracció de les paraules angleses pulsating radio source) és un estel de neutrons en rotació altament magnetitzada que emet feixos de radiació electromagnètica fora dels seus pols magnètics. Aquesta radiació només es pot observar quan un feix d'emissió apunta cap a la Terra, de manera semblant a com es pot veure un far només quan la llum apunta en la direcció d'un observador, i és responsable de l'aparició polsosa de emissió. Les estrelles de neutrons són molt denses i tenen períodes de rotació curts i regulars. Això produeix un interval molt precís entre polsos que va des de mil·lisegons fins a segons per a un púlsar individual. Els púlsars són una de les possibilitats per buscar raigs còsmics d'alta energia.
Els períodes dels púlsars els converteixen en eines molt útils per als astrònoms. Les observacions d'un púlsar en un sistema d'estrelles de neutrons binari es van utilitzar per confirmar indirectament l'existència de radiació gravitatòria. Els primers planetes extrasolars es van descobrir al voltant d'un púlsar, PSR B1257+12 l'any 1992. L'any 1983 es van detectar certs tipus de púlsars que, en aquell moment, superaven la precisió dels rellotges atòmics en el temps.

## Característiques principals dels púlsars
Els estels de neutrons poden giravoltar sobre si mateixos a velocitats extremadament altes, fins a diversos centenars de vegades per segon. Per tant, un punt de la seva superfície es pot moure fins a velocitats de 70.000 km/s. De fet, l'enorme velocitat de gir dels estels de neutrons provoca un gran aplatament de l'astre, de tal manera que el diàmetre equatorial és molt més gran que el polar. Això també implica que aquests estels tinguin un radi relativament petit, de només uns pocs quilòmetres, normalment entre 10 i 20. No obstant la seva petitesa, aquests objectes espacials, presenten una enorme força centrífuga a causa de la gran velocitat amb què giravolten. Si no fos per l'enorme densitat que tenen, que genera el seu potentíssim camp gravitatori, els púlsars, es desintegrarien molt ràpidament a causa de l'esmentada força centrífuga. Si comparem la massa d'un púlsar amb la del Sol, veurem que és similar. Però un púlsar té un radi aproximadament 100.000 vegades més petit que el Sol, que té 1.000.000 de quilòmetres de radi, si fa no fa. El camp magnètic d'un púlsar és generat pels protons i pels electrons de la seva superfície girant al voltant del centre a velocitats altíssimes.
L'efecte combinat entre l'enorme densitat d'aquests estels i l'intensíssim camp magnètic provoca que les partícules que s'hi acosten des de l'exterior (com, per exemple, molècules de gas o pols interestel·lar) s'accelerin a velocitats extremes i facin espirals tancadíssimes fins als pols de l'estel de neutrons. Per això, els pols magnètics d'un púlsar són llocs d'una activitat molt intensa: emeten raigs de radiació en el rang de ràdio, raigs X o raigs gamma. Aquest fenomen es podria comparar fàcilment com si els púlsars fossin canons de radiació electromagnètica molt intensa i col·limada.

## Localització dels púlsars a l'espai

Aquest diagrama esquemàtic d'un púlsar il·lustra les línies de camp magnètic en blanc, l'eix de rotació en verd i els dos raigs polars de radiació en blau.

Per qüestions encara no gaire ben enteses, els pols magnètics de molts estels de neutrons no estan sobre l'eix de rotació. El resultat d'aquest fenomen és que els pols magnètics que haurien d'emetre la radiació sempre cap al mateix punt, giravolten amb l'estel i la direcció dels raigs va canviant seguint aquesta rotació.
A causa del fenomen esmentat al paràgraf anterior, és possible que -mirant al firmament- rebem en un determinat instant raigs X provinents d'un púlsar. Aquest raig, apareixerà durant l'instant en què el seu pol magnètic apunti cap a la Terra. Quan aquest pol magnètic -un brevíssim instant després-, deixi d'apuntar-nos a causa de la rotació, deixarem d'observar la radiació emesa pel púlsar. Fins que el pol magnètic no torni a apuntar cap a la Terra, no tornarà a aparèixer la radiació durant un altre breu instant.
El que percebem, doncs, des de la Terra són impulsos de radiació periòdics en períodes molt exactes, que es repeteixen una vegada darrere l'altra. Aquest fenomen és el que s'anomena “efecte far”, que es produeix quan el raig apunta cap al nostre planeta. És per això que aquests estels de neutrons se'ls denomina púlsars, mot provinent de l'anglès, pulsating star “estel polsant“, encara que aquesta denominació s'aplica amb més propietat a un altre grup d'estels variables. Si l'estel està orientat de manera adequada, el podem detectar i analitzar-ne la velocitat de rotació. El període de pulsació és extremadament constant i ens en determina la velocitat. Els púlsars, gràcies a aquesta exactitud, han estat utilitzats per calibrar rellotges de precisió.

## Història
L'any 1934 els astrònoms Walter Baade (1893 - 1960) i Fritz Zwicky (1898 – 1974) van proposar l'existència dels estels de neutrons, que seria l'estadi final de l'evolució estel·lar. Els púlsars es van descobrir 30 anys més tard i en pocs mesos es va verificar que eren estels de neutrons validant la proposta de Baade i Zwicky. El 1939 el físics Robert Oppenheimer (1904 - 1967) i George Volkoff (1914 – 2000) van predir la massa total, la densitat i el diàmetre que tindria un estel de neutrons a partir d'una equació, avui coneguda com a equació de Tolman–Oppenheimer–Volkoff. Tanmateix, no existia cap predicció sobre la potentíssima emissió pulsant d'ones de ràdio i l'observació d'aquestes sèries regulars de pulsos va ser feta per radioatrònoms que no coneixien els conceptes teòrics dels estels de neutrons i va prendre un cert temps connectar el que observaven amb les prediccions d'uns objectes que aparentment no es podien observar.

### Descobriment del primer púlsar

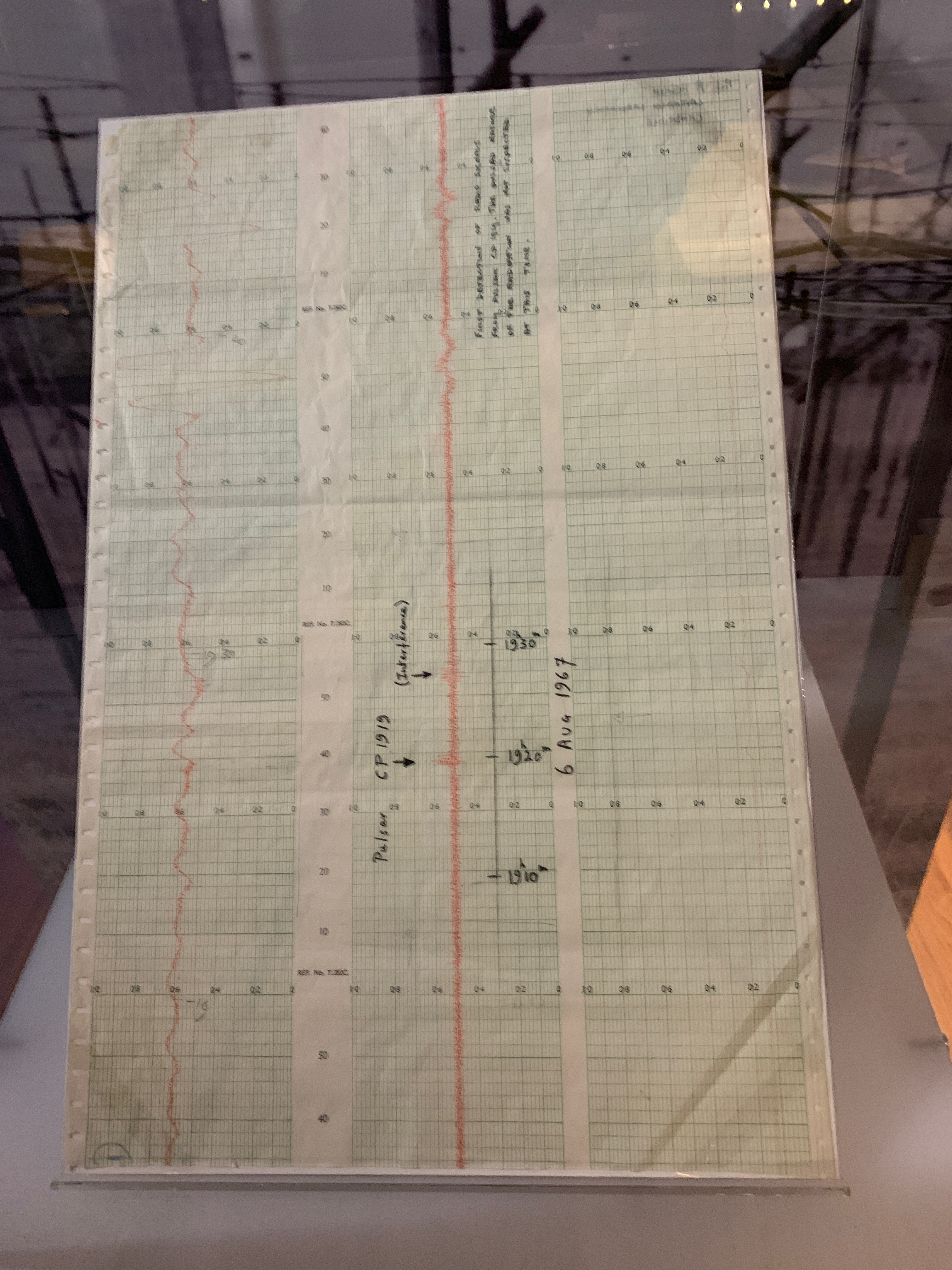

El senyal del primer púlsar detectat tenia un període de pulsació d'1,33730113 s. Aquest tipus de senyals únicament es poden detectar amb un radiotelescopi. De fet, quan pel juliol de 1967 Jocelyn Bell i Antony Hewish van detectar aquests senyals de ràdio de curta durada i extremadament regulars, es van pensar, en un primer moment, que podrien haver establert un contacte amb una civilització extraterrestre; per això el van anomenar LGM (Little Green Men o Homenets verds). Després d'una molt ràpida cerca es van descobrir tres nous púlsars que emetien per mitjà d'ones de ràdio a diferents freqüències. Aviat es va arribar a la conclusió que aquests senyals devien ser produïts per fenòmens naturals. Anthony Hewish va rebre l'any 1974 el Premi Nobel de Física per aquest gran descobriment i pel desenvolupament del corresponent model teòric. Jocelyn Bell no va rebre cap reconeixement perquè només era una estudiant de doctorat, encara que fos ella qui va informar del primer senyal de ràdio.

Avui dia coneixem més de 600 púlsars amb períodes de rotació que van des d'una mil·lèsima de segon fins a uns quants segons, amb una mitjana de 0,65 s. La precisió amb què s'han mesurat els períodes d'aquests objectes, és l'equivalent a un error d'una part d'entre 100 milions. El més famós de tots els púlsars descoberts és, potser, el que es troba en el centre de la nebulosa del Cranc, denominat PSR B0531+21, amb un període de 0,033 segons, molt per sota de la mitjana. Aquest púlsar es troba en el mateix punt en què els astrònoms xinesos antics van registrar una brillant supernova l'any 1054. Això permet d'establir una relació entre supernoves i estels de neutrons.

## Formació
Esdevenir un estel de neutrons és un dels possibles finals d'una estel, juntament amb convertir-se en un forat negre. Són el resultat del col·lapse d'estels massius que tenen molta més massa que el Sol, de 4 a 8 vegades major. Quan el combustible d'un estel, que és format principalment d'hidrogen, s'acaba, aquest s'expandeix fins que no aguanta la pressió i sofreix una explosió en forma de supernova. Aquesta explosió fa que les capes més externes de l'estel s'expulsin formant belles combinacions de colors. Però la regió central de l'estel es col·lapsa per l'acció de la gravetat. Ho fa tant i tant, que els protons i els electrons es combinen per formar neutrons, amb l'emissió d'un neutrí. Esdevé, aleshores, un estel de neutrons.

## Exemples
PSR B0329 54
PSR B0833-45, Púlsar de la constel·lació de la Vela
PSR B0531+21 o púlsar del CrancPúlsar més jove conegut fins ara i es troba al centre de la nebulosa del Cranc. L'explosió en forma de supernova que va causar-ne el naixement va ser observat pels europeus i els xinesos l'any 1054 dC com una llum de dia al cel. Aquest púlsar gira unes 30 vegades per segon.
PSR J0437-4715Gira al voltant de 174 vegades per segon.
PSR B1937 21Segon púlsar més ràpid conegut. Giravolta amb un període de 0,00155780644887275 segons, és a dir, al voltant de 642 vegades per segon.
PSR 0950+08Giravolta amb un període de 0,253 segons.
CP 0834El període de rotació d'aquest púlsar és d'1,2738 segons.
PSR J1748-2446És el púlsar de rotació és més ràpida que coneixem, ja que giravolta al voltant d'un 10% més ràpid que l'anterior, a 716 girs per segon.

## Planetes que orbiten un púlsar
En el primer grup de planetes extrasolars descoberts que orbiten en un púlsar, el PSR B1257+12 presenta un període de l'orde dels mil·lisegons. Les petites variacions del seu període d'emissió en ràdio van servir per detectar una lleugeríssima oscil·lació periòdica amb una amplitud màxima al voltant de 0,7 m/s. Els radioastrònoms Aleksander Wolszczan i Dale A. Frail van interpretar aquestes observacions com si fossin causades per un grup de tres planetes en òrbites gairebé circulars, a 0,2, 0,36 i 0,47 unitats astronòmiques del púlsar central i amb unes masses de 2, 4 i 4 vegades la massa terrestre, respectivament. Aquest descobriment inesperat va causar un gran impacte a la comunitat científica.

## Púlsars de raigs X
Els púlsars de raigs X són sistemes d'estels binaris que es componen d'un púlsar i d'un estel jove de tipus O i B. L'estel primari emet vent estel·lar de la seva superfície i radiació. Aquests són atrapats per l'estel company que produeix raigs X. El primer púlsar de raigs X conegut és l'estel compacte situat en el sistema Cen X-3.